# ديريك بواتينغ
ديريك بواتينغ (بالإنجليزية: Derek Boateng)‏ (مواليد 2 مايو 1983 في أكرا - غانا) لاعب كرة قدم غاني يلعب حاليا لصالح نادي الدرجة الأولى إيبار الإسباني منذ 2014 في مركز الوسط المدافع .

## مسيرته الكروية
لعب ديريك بواتينغ خلال مسيرته الاحترافية مع 12 ناديًا في اثنين وعشرين موسمًا وسجل خلالها 32 هدفًا ضمن 348 مباراة. حيث فاز في موسمين بالكأس وفي موسمين بالدوري.
خاض ديريك بواتينغ مسيرته مع Kalamata F.C. ‏ في موسم 1999–00 ولمدة موسمين، مشاركًا في 27 مباراة سجل خلالها 9 أهداف. ثم انتقل إلى ليبرتي بروفشنالز ‏ ما بين عامي 1999 و2000 لمدة موسم واحد، حيث شارك في 5 مباريات ولم يسجل أي هدف. لينتقل بعدها إلى نادي باناثينايكوس في موسم 2000–01 ولمدة موسمين، مشاركًا في 24 مباراة سجل خلالها 3 أهداف. ثم انتقل إلى نادي أوفي كريت في موسم 2002–03 في المرة الأولى لمدة موسم واحد ثم في موسم 2016–17 لمدة موسم واحد، مشاركًا طوالها في 25 مباراة سجل خلالها 3 أهداف أيضًا. هذا وانتقل لاحقًا إلى نادي أيك سولنا في موسم 2003 ليلعب معه أربعة مواسم، مشاركًا في 55 مباراة سجل خلالها 5 أهداف. ثم انتقل بعدها إلى نادي بيتار القدس في موسم 2006–07 واستمر معه طيلة ثلاثة مواسم، مشاركًا في 74 مباراة سجل خلالها 8 أهداف. ليعود وينتقل من جديد، لكن هذه المرة إلى نادي كولن في موسم 2008–09 لمدة موسم واحد، مشاركًا في 10 مباريات ولم يسجل أي هدف. لينتقل بعدها إلى نادي خيتافي في موسم 2009–10 ولمدة موسمين، مشاركًا في 61 مباراة سجل خلالها هدفين. ثم لعب في نادي دنيبرو دنيبروبتروفسك في موسم 2011–12 ولمدة موسمين، مشاركًا في 23 مباراة سجل خلالها هدفين أيضًا. ليعود ويرتحل عنه إلى نادي فولهام في موسم 2013–14 لمدة موسم واحد، مشاركًا في 3 مباريات ولم يسجل أي هدف. ثم انتقل إلى نادي إيبار في موسم 2014–15 لمدة موسم واحد، مشاركًا في 13 مباراة ولم يسجل أي هدف أيضًا. لينتقل بعدها إلى Rayo OKC ‏ ما بين عامي 2016 و2017 لمدة موسم واحد، مشاركًا في 28 مباراة ولم يسجل أي هدف أيضًا.

## روابط خارجية
- ديريك بواتينغ على موقع الاتحاد الدولي (مؤرشف)  (الإنجليزية)
- ديريك بواتينغ على موقع اتحاد أوكرانيا (الإنجليزية)
- ديريك بواتينغ على موقع قاعدة بيانات كرة القدم.إي يو (الإنجليزية)
- ديريك بواتينغ على موقع بيانات كرة القدم. دي إي (الألمانية)
- ديريك بواتينغ على موقع ناشيونال فوتبول تيمز (الإنجليزية)
- ديريك بواتينغ على موقع Soccerbase.com (لاعب) (الإنجليزية)
- ديريك بواتينغ على موقع Soccerway.com (الإنجليزية)
- ديريك بواتينغ على موقع عالم كرة القدم.نت (الإنجليزية)
- ديريك بواتينغ على موقع أوليمبيديا (الإنجليزية)
- ديريك بواتينغ على موقع AS.com (الإسبانية)